# Helle Thomsen
Helle Thomsen (Frederikshavn, 30 november 1970) is een Deense handbalcoach en voormalig handbalspeler. Van september 2016 tot eind 2018 was ze bondscoach van het Nederlands vrouwenhandbalteam.
Met het Nederlands team haalde ze zilver op het EK van 2016 en brons op het WK van 2017.
Eerder was Thomsen hoofdcoach van FC Midtjylland Håndbold (2012–2016) en het Zweeds handbalteam (2014–2015), samen met Thomas Sivertsson. Thomsen ging haar functie als bondscoach van de Nederlandse vrouwen in april 2017 combineren met een betrekking als clubcoach van CSM Boekarest, de regerend kampioen van de EHF Champions League op dat moment. Sinds 2018 is ze hoofdcoach van het Noorse Molde HK.
Als speelster won ze zowel de zilveren als de bronzen medaille in de Deense handbalcompetitie. Als coach is ze twee keer kampioen geworden in de Deense handbalcompetitie, en won ze de Deense Handbalcup en de EHF Cup.